# Koryn Hawthorne
Koryn Mattanah Hawthorne (Abbeville, 26 dicembre 1997) è una cantante statunitense.

## Biografia
Koryn Hawthorne è salita alla ribalta come concorrente dell'ottava edizione di The Voice, nel team di Pharrell Williams, classificandosi infine al quarto posto. Durante la sua permanenza nel programma ha pubblicato la sua cover di Make It Rain, la quale ha segnato il suo primo ingresso nella Hot 100 alla numero 84.
Il suo album di debutto, Unstoppable, è uscito nel luglio 2018 ed ha debuttato direttamente in vetta alla Top Gospel Albums: con il singolo apripista Won't He Do It in cima alle tre principali classifiche gospel stilate da Billboard, è diventata la prima donna in cinque anni a riuscirci simultaneamente. La canzone ha ricevuto un disco d'oro negli Stati Uniti e le fruttato un Billboard Music Award nel 2019. La cantante ha inoltre ottenuto due candidature nell'ambito dei Grammy Award, nelle edizioni 2019 e 2020.

## Discografia

### Album in studio
- 2018 – Unstoppable
- 2020 – I Am

### EP
- 2017 – Koryn Hawthorne

### Singoli

#### Come artista principale
- 2017 – Won't He Do It
- 2017 – Speak the Name (feat. Natalie Grant)
- 2019 – Unstoppable
- 2019 – Enough
- 2020 – Pray
- 2020 – Speak to Me

#### Come artista ospite
- 2017 – All the Wrong Things (Branan Murphy feat. Koryn Hawthorne)
- 2018 – Down Like That (Aaron Cole feat. Koryn Hawthorne)